# Karl Alpiger
Karl Alpiger (Wildhaus, 27 de abril de 1961) es un deportista suizo que compitió en esquí alpino.
Ganó dos medallas de bronce en el Campeonato Mundial de Esquí Alpino, en los años 1987 y 1989, ambas en la prueba de descenso. 

## Palmarés internacional
| Campeonato Mundial | Campeonato Mundial    | Campeonato Mundial | Campeonato Mundial |
| Año                | Lugar                 | Medalla            | Prueba             |
| ------------------ | --------------------- | ------------------ | ------------------ |
| 1987               | Crans-Montana (Suiza) | Medalla de bronce  | Descenso           |
| 1989               | Vail (Estados Unidos) | Medalla de bronce  | Descenso           |